# Шмаковы
Шмаковы — деревня в Даровском районе Кировской области в составе Пиксурского сельского поселения.

## География
Находится в западной части Кировской области, в подзоне южной тайги, на расстоянии приблизительно 13 километров (по прямой) на север от посёлка городского типа Даровской, административного центра района.

### Климат
Климат характеризуется как континентальный, с холодной многоснежной зимой и умеренно тёплым летом. Среднегодовая температура — 1,4 °C. Средняя температура воздуха самого холодного месяца (января) составляет −14,5 °C (абсолютный минимум — −46 °С); самого тёплого месяца (июля) — 18 °C (абсолютный максимум — 36 °С). Безморозный период длится в течение 103—104 дня. Годовое количество атмосферных осадков — 546 мм, из которых 312 мм выпадает в период с мая по сентябрь. Снежный покров держится в течение 155—160 дней.

## История
Известна с 1873 года как вновь расчистной починок или Шмаковы, в котором отмечено дворов 6 и жителей 44, в 1905 20 и 146, в 1926 34 и 183, в 1950 11 и 58, в 1989 оставалось 12 жителей.

## Население
| 2010 |
| ---- |
| 1    |

Постоянное население составляло 34 человека (русские 91 %) в 2002 году, 1 в 2010.